# Österreichische Badmintonmeisterschaft 1959
Die Österreichische Badmintonmeisterschaft 1959 fand in Graz statt. Es war die zweite Auflage der Badmintonmeisterschaften von Österreich.

## Titelträger
| Disziplin    | Sieger                         |
| ------------ | ------------------------------ |
| Herreneinzel | Bernd Frohnwieser              |
| Dameneinzel  | Hilde Taupe                    |
| Herrendoppel | Hans Fauland Heinz Gertz       |
| Damendoppel  | Lotte Heri Anni Ninaus         |
| Mixed        | Bernd Frohnwieser Hilde Themel |